# Zlín 242L
A Zlín 242L nevű egymotoros, műrepülésre alkalmas kétszemélyes oktatórepülőgépet Csehországban gyártják Otrokovice mellett.

## Fejlesztés, tervezés
A repülőgép koncepciója 1977-ben született meg, majd 1978. december 29-én repült először. Az első verziót az Avia M337AK hathengeres motor emelte a levegőbe. Később kizárólag Lycoming motorokkal gyártották, innen kapta az L jelet.

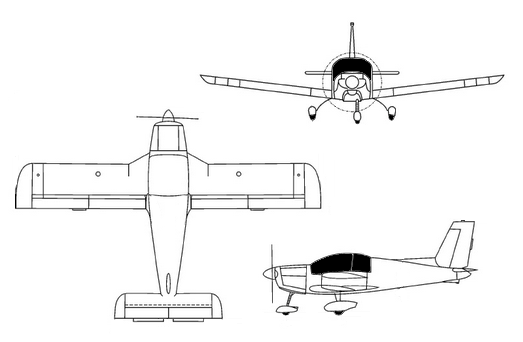

Az elmúlt 70 év során több ezer kiképzőgépet állítottak elő, amelyek ma már 43 országban repülnek. A kétüléses Z242L modell kifejezetten polgári és katonai oktatásra tervezett. Az alap- és haladó kiképzésre egyaránt ajánlott. Rendelkezik az Európai Repülésbiztonsági Ügynökség (EASA), az Amerikai Szövetségi Légügyi Hatóság (FAA) és a Kanadai Polgári Légiközlekedési Hatóság (TCCA) típusbizonyítványával is.

### Műszaki adatok
A teljesen fémépítésű, alsó szárnyas, merev futóműves gép fesztávolsága 9,34 méter, hosszúsága 6,94, magassága pedig 2,95 méter. Kialakításából adódóan a repülőgép biztonságosan terhelhető +6 és -3,5 G(műszerezettség és egyéb módosítások miatt változhat),  között amennyiben a súlykorlátozásokat és eljárásokat megfelelően betartják. Tömege 745 kg (műszerezettség és egyéb módosítások miatt változhat), maximális felszálló tömege 1090 kg (műrepülő feladatnál ez 970-re csökken). Meghajtásáról egy 200 lóerős Textron Lycoming AEIO-360-A1B6 léghűtéses, 5920 köbcentiméteres, műrepülésre is alkalmas, injektoros négyhengeres motor, illetve a német MT Propeller háromtollú, hidraulikusan állítható szögű, MTV-9-B-C/C-188-18a kompozit légcsavar gondoskodik. Az üzemanyagot két, egyenként 60 literes üzemanyagtartály fogadhatja, melyet két 55 literes póttartállyal lehet kiegészíteni (összesen 230 liter összesen, a póttartályban nem lehet üzemanyag műrepülő feladatok során). A belső tartályokkal, gazdaságos repülési sebességgel, 2000 méteres magasságban a gyártó adatai szerint a 242L maximális repülési távolsága 495 kilométer. Maximum felszállósúly esetén 266 méter a repülőgép nekifutási úthossza.

## Rendszeresítése
A típust a Magyar Légierő is rendszeresítette.
6 db repülőgép repül a Magyar Légierő színeiben Tiger avagy Tigris hívójellel. A típus a magyar pilótaképzés fő pillére, ezen a típuson történik az alapképzés és JAS-39EBS HU Gripen vadászbombázókhoz keresett pilóták kiválasztása.
Más országok által is rendszeresített:
| Ország          |                             |
| --------------- | --------------------------- |
| Bolívia         | Bolivian Air Force          |
| Bulgária        | Bulgarian Air Force         |
| Kuba            | Cuban Air Force             |
| Horvátország    | Croatian Air Force and Air  |
| Csehország      | Czech Air Force             |
| Magyarország    | Hungarian Air Force         |
| Észak-Macedónia | North Macedonia Air Brigade |
| Mexikó          | Mexican Navy                |
| Peru            | Peruvian Air Force          |
| Szlovénia       | Slovenian Air Force and Air |
| Jemen           | Yemen Air Force             |